# Dukkah

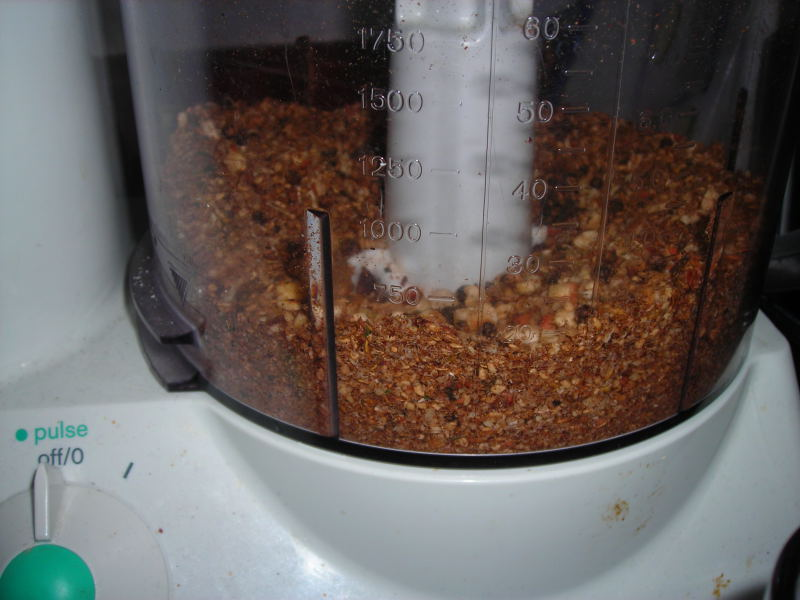
Du dukkah.

Le dukkah, dukka, duqqa ou duqqah est un mélange de graines, de noix et d'épices d'Égypte et du Moyen-Orient.
Traditionnellement, le dukkah est consommé en trempant du pain frais d'abord dans l'huile d'olive, puis dans le mélange de noix. Le dukkah est un assaisonnement polyvalent qui peut être saupoudré sur des salades ou des légumes. Il peut également être utilisé comme panure pour l'agneau, les crevettes, le poisson ou le poulet.
Le dukka est proche du ras el hanout du Maghreb à la différence que ce dernier contient essentiellement des épices moulues, sans oléagineux.

## Étymologie
Son nom est transcrit dukkah, dukka ou duqqa.
Le mot vient de l'arabe et signifie « piler, », car le mélange d'épices et de noix est pilé après avoir été grillé à sec pour obtenir une texture qui ne ressemble ni à de la poudre ni à une pâte. La composition du mélange d'épices peut varier d'une famille à l'autre, d'un vendeur à l'autre, bien qu'il existe des ingrédients communs, tels que le sésame, la coriandre, le cumin, le sel et le poivre noir. Un texte du XIXe siècle mentionne la marjolaine, la menthe, le zaatar et les pois chiches comme autres ingrédients pouvant être utilisés dans le mélange. Un rapport de 1978,indique que d'autres ingrédients peuvent être utilisés, comme la nigelle, la farine de millet et le fromage séché. Certaines variantes modernes incluent des pignons de pin, des graines de citrouille ou des graines de tournesol.

## Composition
La composition du dukkah varie d'un pays à l'autre. Il peut contenir :
- des amandes ;
- des noisettes ;
- des graines de coriandre ;
- des graines de cumin ;
- des graines de sésame ;
- du sel et du poivre.

Dans son ouvrage, The Science of Spice: Understand Flavour Connections and Revolutionize Your Cooking, Stuart Farrimond propose la recette suivante pour réaliser un dukkah égyptien :
Ingrédients :
- 150 g de noisettes
- 150 g d'amandes entières
- 1 cuillère à soupe de graines de coriandre
- 1 cuillère à soupe de graines de cumin
- 3 cuillères à soupe de graines de sésame
- une pincée de sel

Préparation :
Préchauffer le four à 200 °C. Répartir les noisettes et les amandes entières sur des plaques de cuisson séparées. Faire griller les amandes pendant 8 minutes et les noisettes 10 minutes, en secouant les plaques toutes les 3 minutes. Faire frire à sec les graines de coriandre, les grains de cumin et les graines de sésame à feu vif durant 3 minutes, en les remuant constamment  afin qu'elles ne brulent pas. Laisser les ingrédients refroidir puis réduire en poudre les noix, les graines et le sel.